# Комарек, Юлиуш
Ю́лиуш Ми́лош Кома́рек (чеш. Julius Miloš Komárek; 15 августа 1892, Железна-Руда (ныне район Клатови Пльзенского края Чехии — 7 февраля 1955, Прага) — учёный, зоолог и энтомолог, писатель, педагог. Профессор (1932). Доктор наук. Член-корреспондент Чехословацкой академии наук. Президент Чехословацкого зоологического общества (1934—1955).

## Биография
После окончания гимназии в 1911 году, изучал естественные науки на факультете искусств Карлова университета в Праге. В 1919 году прошел процедуру хабилитации, с 1932 года — профессор зоологии Зоологического института Карлова университета. Одновременно — доцент отделения сельского хозяйства и лесного дела Чешского технического университета (теперь Чешский агротехнический университет).
Совершил ряд поездок с целью стажировки за рубеж, участвовал в нескольких международных конференциях.
В октябре 1921 года в Праге был организован Научно-исследовательский институт лесного хозяйства ЧСР, руководство которым было поручено профессору Ю. Комареку. На этом посту он трудился до 1945 года. Причиной создания института явилась вспышка массового размножения лесного вредителя монашенки. Ю. Комарек был первым в Центральной Европе осуществившим в 1926 и 1932 гг. распыление средств борьбы с монашкой и совкой сосновой.

## Научная деятельность
Профессор Ю. Комарек проводил научные исследования в области зоологии и энтомологии, в том числе, медицинской энтомологии и лесного хозяйства, охотоведения и рыболовства, а также охраны природы.
Был соучредителем научно-исследовательского института охраны лесов, деканом и заместителем декана факультета естественных наук, основателем энтомологической лаборатории чехословацкой Академии наук.
Ю. Комарек — член ряда престижных научных обществ, в том числе Чешского королевского общества, чехословацкой сельскохозяйственной академии, Академия труда им. Масарика, Научного общества им. Шафарика, чехословацкого общества зоологии, орнитологии и энтомологии и др.
С 1934 по 1955 год — Президент Чехословацкого зоологического общества (1934—1955).
Немалая заслуга принадлежит Ю. Комареку в деле создания национальных парков «Шумава» и в Тартах.

## Творчество
Кроме ряда научных трудов, он автор произведений о природе и охотничьих рассказов.

## Избранная библиография
- Морфология и физиология… / Morfologie und Fysiologie der Hoftscheiben (1914)
- Чешская гидрология / Česká hydrologie, 1. díl (1918)
- O temnostních Tricladách z krasů balkánských (1919)
- Зоологическая наука в Чехословакии за последние 10 лет / Zoologická věda v ČSR za posledních 10 let (1929)
- Нашествие монашки в 1917—1927 годах / Mníšková kalamita v letech 1917—1927 (1931)
- Фауна Татр / Tatranská zvířena (1931)
- Как определить возраст оленя / Jak určím stáří srnce (1931),
- Охота в Карпатах / Lovy v Karpatech
- Отдых в лесу / Prázdniny v pralesích
- Неизвестные животные Праги / Neznámá tvář Prahy (1941)
- Охота в Чехии / Myslivost v českých zemích (1945)
- Брачные игры в дикой природе (совокупление животных) / Milování v přírodě (1946),
- Чешская фауна / Česká zvířena (1948) и др.